# Gloucester, Massachusetts

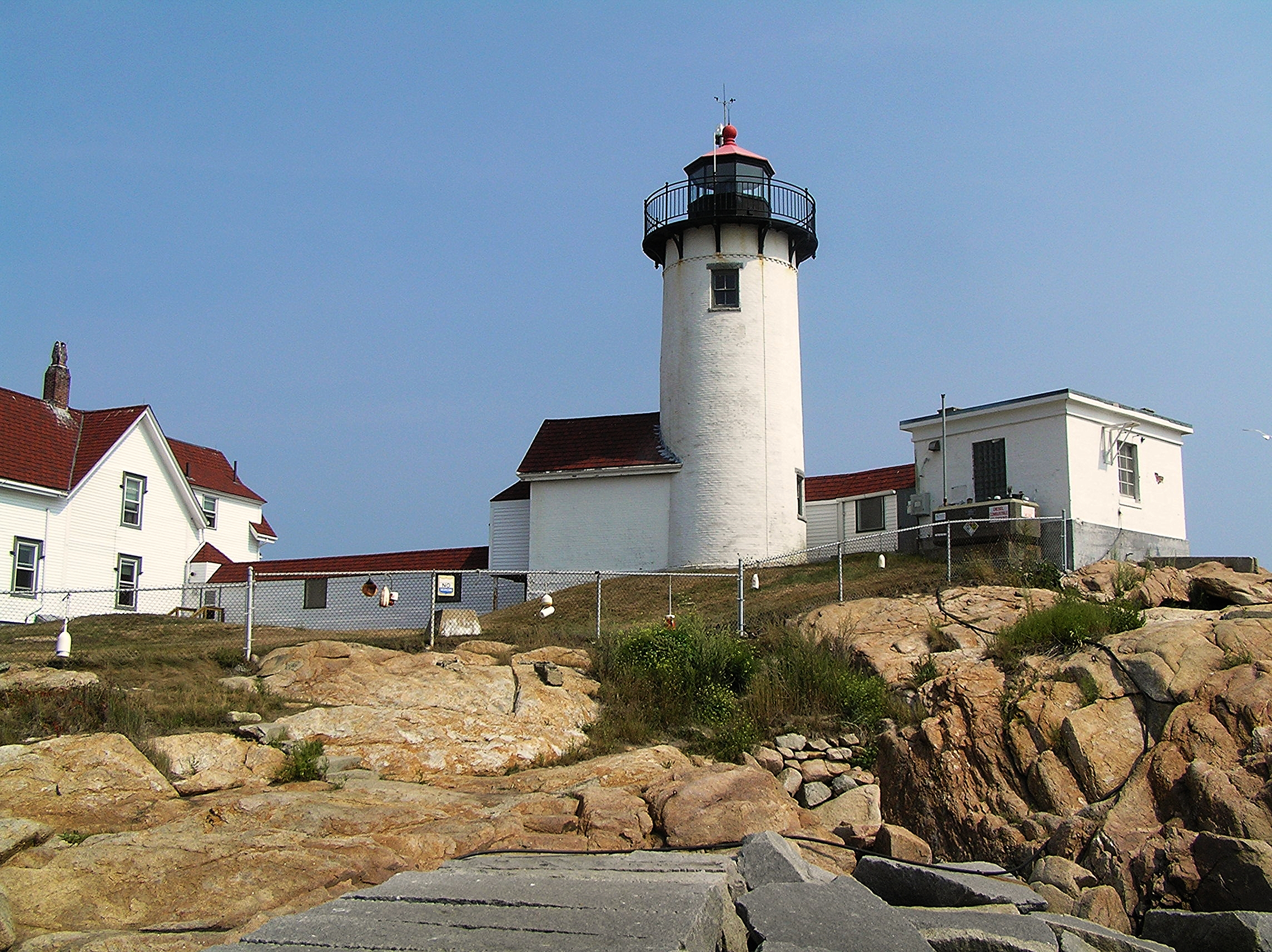

Gloucester, Massachusetts là một thành phố thuộc quận Essex trong tiểu bang thịnh vượng chung Massachusetts, Hoa Kỳ. Thành phố có tổng diện tích km², trong đó diện tích đất là km². Theo điều tra dân số Hoa Kỳ năm 2010, thành phố có dân số 28.789 người.
Gloucester là một trung tâm quan trọng của ngành công nghiệp đánh bắt cá và mùa hè là một điểm đến phổ biến, Gloucester bao gồm một lõi đô thị phía bắc của bến cảng và các khu dân cư xa xôi hẻo lánh của Annisquam Bay View, Lanesville, Folly Cove, Magnolia, Riverdale, Gloucester Đông và Tây Gloucester.